# 佩文切鱷屬
佩文切鱷屬（屬名：Pehuenchesuchus）是鱷形超目西貝鱷類的一屬。化石發現於阿根廷內烏肯省的里奧內烏肯組（Río Neuquén Formation），地質年代相當於白堊紀晚期的土侖階到康尼亞克階。
正模標本（編號MAU-PV-CRS-440）是一個接近完整的齒骨。在2005年，愛倫·特納（Alan Turner）、Jorge Calvo將這個化石建立為新屬。模式種是安德佩文切鱷（P. enderi），屬名意為「佩文切鱷魚」，當地馬普切族將該地區稱為佩文切族（Pehuenche）；種名則是以作家奥森·斯科特·卡德（Orson Scott Card）所創作的角色Ender Wiggin為名。
這塊齒骨約21公分長。佩文切鱷的下頜狹窄、上下距離高，牙齒缺乏鋸齒狀邊緣，這點不同於其他西貝鱷類。下頜的第一顆、第四顆牙齒是最大的牙齒，第一顆牙齒稍為向外傾斜。特納等人認為佩文切鱷是最原始的西貝鱷類。